# ラ・ロッシュ＝シュル＝ヨン
ラ・ロッシュ＝シュル＝ヨン（La Roche-sur-Yon）は、フランス西部、ペイ・ド・ラ・ロワール地域圏の都市で、ヴァンデ県の県庁所在地である。

## 概要
ヴァンデ県の新設に伴い、ナポレオン1世によって1804年5月25日に開基された、フランスでは比較的新しい都市である。

## 名前の変遷
- ナポレオン＝シュル＝ヨン (Napoléon-sur-Yon) 第一帝政期
- ブルボン＝ヴァンデ (Bourbon-Vendée) 王政復古期
- ナポレオン＝ヴァンデ (Napoléon-Vendée) 第二帝政期

## 人口統計
| 1962年 | 1968年 | 1975年 | 1982年 | 1990年 | 1999年 | 2006年 | 2012年 |
| ------ | ------ | ------ | ------ | ------ | ------ | ------ | ------ |
| 24 019 | 36 067 | 44 713 | 45 098 | 45 219 | 49 262 | 50 717 | 52 808 |

source=1999年までLdh/EHESS/Cassini、2004年以降INSEE

## 著名出身者
- ポール・ボードリー：画家
- アドレーヌ・ゲディウラ：サッカー選手
- シリル・ガーヌ：総合格闘家
- アレクサンドル・ボネ：サッカー選手